# Saldinia
Saldinia là một chi thực vật có hoa trong họ Thiến thảo (Rubiaceae).

## Loài
Chi Saldinia gồm các loài: